# 柿の木のある家
『柿の木のある家』（かきのきのあるいえ）は、1949年（昭和24年）4月に発表された壺井栄の小説であり、同作を原作にして1955年（昭和30年）に製作・公開された日本の長篇劇映画である。

## 略歴・概要
本作はもともと、壺井栄が1943年（昭和18年）に執筆、翌1944年（昭和19年）に『海のたましい』として発表したものを改稿・改題したものである。1949年（昭和24年）4月、山の木書店から同名の短篇集に収められる形で出版された。
その後の刊行歴については、#おもなビブリオグラフィの節を参照。
同作およびその短篇集に掲載された『ともしび』『坂道』を原作として浄明寺花子が脚色、1955年（昭和30年）に芸研が同名の長篇劇映画を製作、東宝が配給して、同年11月15日に公開された。本作の上映用プリントは、東京国立近代美術館フィルムセンターに所蔵されておらず、デジタル・ミームが所有しレンタルを行っている。

## おもなビブリオグラフィ
国立国会図書館に所蔵されるおもな書籍の一覧である。
- 『柿の木のある家』、絵赤松俊子、山の木書店、1949年
- 『壷井栄作品集 第2巻』、筑摩書房、1956年
- 『昭和児童文学全集 5』、東西文明社、1957年
- 『壷井栄童話集』、新潮文庫、新潮社、1958年
- 『少年少女日本文学全集 15』、講談社、1962年
- 『壷井栄名作集 2』、ポプラ社、1965年
- 『壷井栄全集 第10巻』、筑摩書房、1969年
- 『少年少女世界の文学』、カラー名作29日本4、名作選定委員会、小学館、1970年
- 『新・日本児童文学選 4』、偕成社、1971年
- 『柿の木のある家』、日本児童文学名作選6、あかね書房、1972年5月30日 ISBN 4251063066
- 『柿の木のある家』、偕成社文庫3015、偕成社、1976年6月 ISBN 403650150X
- 『定本壼井栄児童文学全集 1』、講談社、1979年
- 『坂道・柿の木のある家 - 壷井栄童話集』、講談社青い鳥文庫70-3、講談社、1985年5月 ISBN 4061471694

## 映画
『柿の木のある家』（かきのきのあるいえ）は、壺井栄の同名の小説および同名の短篇集に収録された『ともしび』『坂道』を原作に、1955年（昭和30年）に製作・公開された日本の長篇劇映画である。脚本は、『飛燕空手打ち』、『美しき母』の浄明寺花子が執筆している。英語タイトルは、We Never Let You Go （「われわれはあなたを行かせることはない」の意）である。

### スタッフ・作品データ
- 製作 : 熊谷久虎、中田博二
- 企画 : 倉田文人、北川辰幸
- 監修 : 内田吐夢
- 監督 : 古賀聖人
- 脚本 : 浄明寺花子
- 原作 : 壺井栄
- 撮影 : 岸寛身
- 照明 : 伴野功
- 美術 : 高木芳男
- 録音 : 安倍恒男
- 音楽 : 佐藤勝

- 製作 : 芸研
- 上映時間（巻数 / メートル） : 95分（10巻 / 2,603メートル）
- フォーマット : 白黒映画 - スタンダードサイズ（1.37:1） - モノラル録音
- 映倫番号 : 不明[2]
- 公開日 :  日本 1955年11月15日
- 配給 :  東宝

### キャスト
- 上原謙 - 新川浩三
- 高峰三枝子 - 新川松子
- 小杉義雄 - 小松仙太郎
- 村瀬幸子 - 小松せい
- 丸山一夫 - 小松朝一
- 桑野みゆき - 小松ナミ子
- 石井秀明 - 小松茂
- 中村のり子 - 小松ヒサノ
- 神代具子 - 小松雪江
- 日野めぐみ - 小松鈴子
- 秋元富彦 - 小松洋
- 高堂国典 - おじいさん
- 松井博子 - 女中ヤス
- 小川みな子 - 学友道子
- 小西なほみ - 学友久子
- 盤城吉二郎 - 道子の父
- 忍節子 - 道子の母
- 春日芳子 - 久子の母
- 三島通弘 - 洗濯屋
- 滝田裕介 - 先生
- 小林十九二 - 獣医
- 山北満寿子 - 医者